# (311) Claudia
(311) Claudia és un asteroide que pertany al cinturó d'asteroides descobert l'11 de juny de 1891 per Auguste Honoré Charlois des de l'observatori de Niça, França.
Es desconeix la raó del nom. Forma part de la família asteroidal de Coronis.